# Moses Bagel
Moshe Bagelferyches dit Moses Bagel, né le 24 juin 1908 à Vilnius, en Lituanie, et mort le 4 avril 1995 à Paris 20e, est un artiste peintre et illustrateur lituanien.

## Biographie
Moses Bagel s'intéresse à la peinture dès son jeune âge et fréquente les cours du soir de l'École des Arts Décoratifs de VilnoSource. Il s'associe au groupe Yungvilno, formé de jeunes plasticiens, écrivains, poètes yiddish de Vilno et participe aux expositions organisées par le groupe.
En 1927, il part pour l'Allemagne où il intègre l'École d'Art plastique et d'Architecture du Bauhaus à Dessau.
De 1928 à 1932, il suit les cours de Paul Klee, Wassily Kandinsky et Lyonel Feininger. Sa peinture frôle alors l'abstraction.
Il conservera par la suite des liens étroits avec les anciens élèves du Bauhaus vivants à Paris : Jean Weinfeld, Jean Leppien et Gitel Golde qu’il épouse en 1932, et qui donnera naissance à leur fils, Amos (décédé en Algérie en 1958). Bagel s'installe à Paris en 1933.

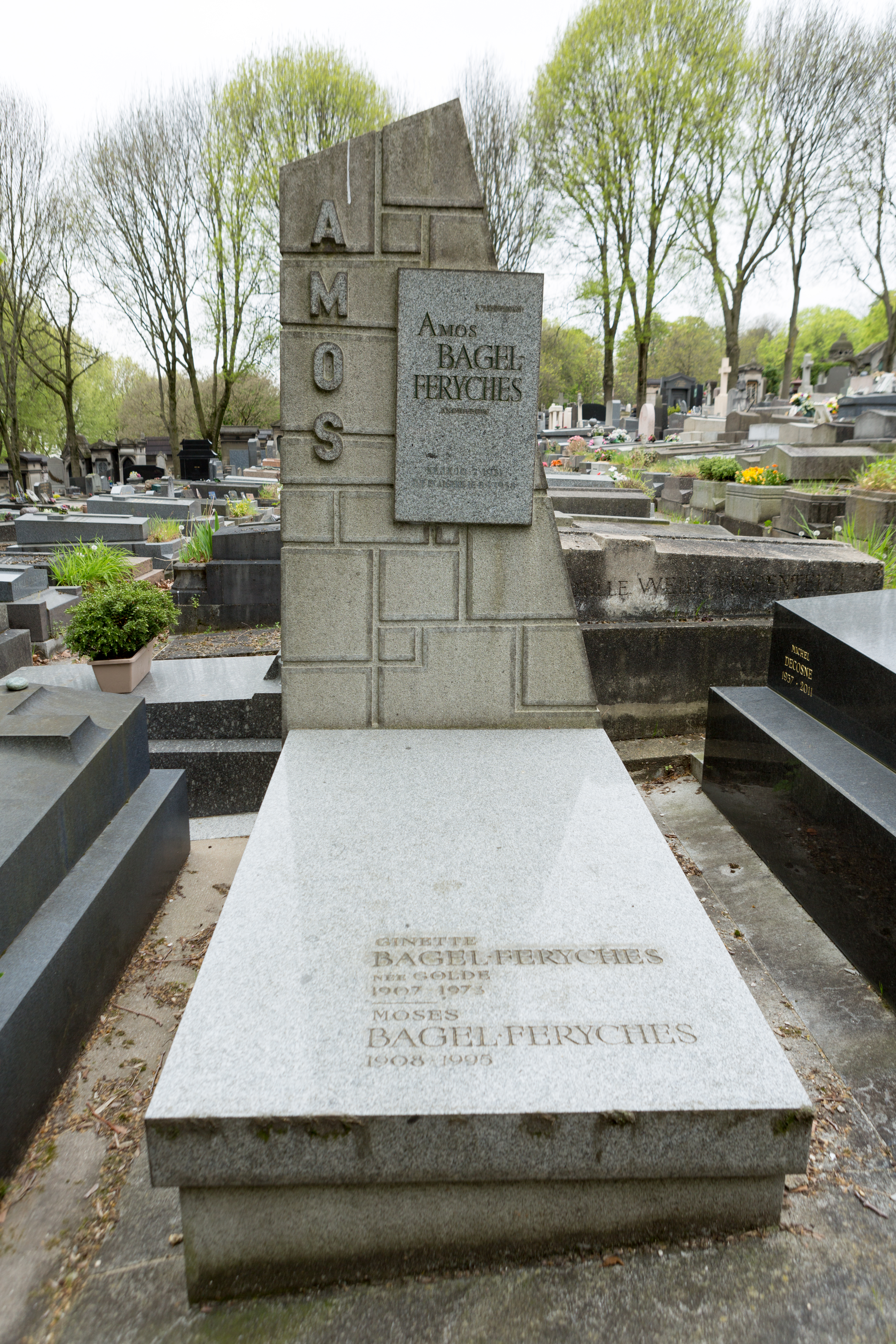
Tombe de Moses Bagel au cimetière du Père-Lachaise (division 97).

Il est inhumé au cimetière du Père-Lachaise (97e division).

## Œuvres
- Composition 30,7 × 25 cm, circa 1930[3]
- Composition 18,5 × 16,5 cm, circa 1930[4]
- Le peintre et son modèle 1929[5]
- Personnage 1928[6]
- Autoportrait circa 1927[7]

## Filmographie
Le nom de Moshe Bahelfer paraît au générique de Nous continuons (titre original yiddish : MIR ZENEN DO), film produit en 1946 par l'Union des juifs pour la résistance et l'entraide.